# ティグレ防衛軍
ティグレ防衛軍（ティグリニャ語: ሓይልታት ምክልኻል ትግራይ  ; TDF： ሓምት）とは、ティグレ紛争中に誕生した軍事組織である。ティグレ州でエチオピア軍が焦土作戦を行ったことへの反発から、多くの義勇兵が参加した。

## 構成
TDFを構成するのは、ティグレ州特殊部隊、エチオピア軍を離反した兵士、民兵、ティグレ人民解放戦線などのティグレ州における地域政党の党員である。さらに、エチオピア軍の攻撃から逃れた人々も多くがTDFに加わった。
TDF内部におけるTPLFの影響力は、比較的弱いとみられている。これは軍事組織の誕生が比較的新しいためである。
また、TDFにはジャーナリストや大学教授、ミュージシャンなど、著名人も参加している。

## 装備
2021年9月1日、ある軍事系ジャーナリストのグループにより調査結果が発表された。この発表によると、TDFは少なくとも53両のMBT、21両のAPC、48門の砲、11門のロケット砲を保有しており、さらに弾道ミサイルの保有も確認されている。通常のゲリラ組織と異なり、TDFは非正規戦だけでなく正規戦も行うことができるほどの能力を有しているとみられる。

## ゲリラ戦の展開
ティグレ紛争以前、ティグレ州特殊部隊は正規の特殊部隊として編成されており、多数の重装備を供給されていた。しかしTPLF指導部は、エチオピア軍との戦争にこうした重装備は不要であることを理解していた。開戦後、ドローンを用いたエチオピア軍の攻撃により、ティグレ軍は多数の重装備を喪失したが、多くの装備はそれ以前にTPLF自身の手で破壊、放棄されていた。

## 指導体制
TDFの将校、士官は、多くがエチオピア軍からの離反者であった。2021年6月、TPLF議長デブレツィオン・ゲブレミカエルは、在外ティグレ人活動家が行ったビデオ会議の場において、TDFが行う戦闘は全て司令部の指導下に行われていると述べた。
2021年3月まで、TDFは元エチオピア軍最高司令官ツァドカン・ゲブレタンザエ中将の指揮下にあった。その後も彼は、最高司令部の一員である。
3月以降、タデッセ・ウェレデ・テスファイ中将がTDF最高司令官を務めている。

## 作戦形態
ティグレ紛争の開戦以来、TDFはゲリラ作戦を展開している。戦闘に関する情報は、スポークスマンのゲブレ・ゲブレツァディクが発表している。
TDF指導部はエチオピア北部の地形に精通しており、さらに民衆からの強い支持を得ている。このため、効果的にゲリラ戦を展開することができている。また、大量の装備と人員を有している上、専門的な教育を受けた士官も多く所属している。
TDFの戦術は、エチオピア軍の拠点に夜襲を行い、装備を奪取するというものである。民間人も、部隊間の連絡などで協力している。
2021年、TDFはそれまでの防御的な戦略を捨て、アルラ作戦、ティグレの母作戦など攻勢作戦を行った。さらにこれに対するエチオピア政府軍の反撃は失敗し、逆にデセなどの主要都市をTDFの再反攻で失陥している。

## 戦略
2020年末までに、ティグレ州の主要都市はほとんどがエチオピア政府軍に占領された。しかしこの時すでに、TDFの部隊は州の山岳地帯へと撤退していた。この地でTDFは各種の部隊を統合、再編し、ゲリラ戦に適した組織を構築していった。10〜80人の小部隊へと分割されたTDFの部隊は、非常に高い機動力を有していた。作戦行動の際には、これらの部隊はさらに小さな編制へと分割された。

## 大衆からの支持
政府軍はティグレ州内で焦土戦術を行ったことにより、ティグレ人の支持をほぼ完全に失った。一方のTDFは、多数のティグレ人の支持を得ており、協力者、戦闘員が不足することはなかった。
RFIは、アムハラ州の都市コボの陥落以降、多くのアムハラ人がデセへ逃れていると報じた。この時インタビューを受けた難民は、次のように語った。

「都市が陥落した時、TDFの兵士は民間人を攻撃しませんでした。政府軍が撤退したと聞いて私も逃れました。それは虐殺を恐れたからです。しかし結局、反乱軍は民間人を攻撃しなかったのです。」
2021年5月、ジェームズタウン財団はTDFについて次のように語った。
TDFは一朝一夕に打倒できるような組織ではない。彼らは強固な支持基盤を持っており、支援がなくとも数か月、あるいは数年は戦い続けることができるだろう。
エチオピア軍にもエリトリア軍にも、このような組織を掃討する能力は存在しないし、仮にあったとしても、実行すれば国際社会からの非難は免れ得ないだろう。

## 主要な軍事作戦
- セヨウム・メスフィン作戦：2021年3月から4月にかけて行われたTDFの攻勢作戦。この作戦により、TDFはティグレ州中部、東部の主要部を奪還した。
- アルラ作戦：2021年6月に開始されたTDFの攻勢作戦。この作戦でTDFは州都メケレを含む、ティグレ州のほとんどを奪還した[21]。
- ティグレの母作戦：アルラ作戦に続くTDFの攻勢作戦。この作戦でラヤ地方のTDF支配が決定的となった。
- 夜明け作戦：アムハラ州に侵入したTDFが2021年夏に行った攻勢作戦。アムハラ、アファル州への進出により、ティグレ州本土と前線との間に緩衝地帯を構築した。
- 2021年11月攻勢：デセを攻略し、OLA(オロモ解放軍)と合流したTDFが首都アディスアベバ攻略を目指し実施した攻勢作戦。一時はアディスアベバから200kmの地点まで迫ったものの作戦は失敗し、政府軍の反攻を受けたTDFはティグレ州まで撤退した。[22][23]